# クロスバー直撃
クロスバー直撃（クロスバーちょくげき）は、吉本興業東京本社に所属する日本のお笑いコンビ。2004年4月結成。

## メンバー
前野 悠介（まえの ゆうすけ、1984年3月21日 - ）（41歳）
ボケ・ネタ・小道具作成担当、 立ち位置は向かって左。
- 大阪府堺市出身。
- 身長175cm、体重72kg、血液型O型。
- 相方曰く「前野はダンボールとガムテープがあれば大体のものは作れる」。
- baseよしもとの四代目ダサい総理大臣。
- 母親はペットショップで勤務しており、『西日本一猫を売る女』といわれていたが、その後『日本一猫を売る女』に昇格、また日本は世界で一番猫を売っているということから現在『世界一猫を売る女』となった。
- RUN&GUNのオーディションに応募し、最終選考まで残ったが、バラエティ番組『スタパー!!』（読売テレビ）での最終選考において、「この人は選びたくない」というボタンを100人の女性の一般審査員のうち96人に押され、そのオーディションは落選した。
- 現相方の渡邊とは、NSCの入学式後にデート商法に引っかかっていた所で初めて出会ったという。
- ヘビースモーカーで、芸人同士でボウリングに行った際、負けた罰ゲームとして禁煙をしたこともある。
- 高校時代はいじめに遭っていて、話す相手が全くいなかった。なので休み時間などはひたすら辞書を読みふけっていたおかげで、今では難しい漢字をすらすらと読めるようになった。
- 虫が大の苦手で、家のドアに蛾が止まっているだけで外泊してしまう。
- 大林健二（モンスターエンジン）によく怒られる。
- 楽屋などでは相方を「しんじ」と呼んでいる。しかし、『和牛のオンスト』（YES-fm）に出演した際、新しいあだ名を決めるということで「ちゃんちゃん」と呼ぶことになった。ちなみに前野のことは「ケンケン」と呼ぶことになった。
- 2013年3月に元保育士の女性と結婚。2011年夏に友人の紹介で出会い、約1年半の交際を経て3月14日に入籍した。しかし2019年時点では離婚している。
- 大阪市内に2LDKの新居を購入し、月々10万円のローンを返済している。
- 結婚していた時期には、嫁から小遣いを与えられずビールを現物支給されていた。
- 複数のアルバイトをかけもちしており、主に以下にて挙げるアルバイトで月収が20万円程度である。

- マグロの解体ショーでのまな板を押さえるアルバイト
- 深夜にクーラーの修理依頼の対応をする電話コールセンターのオペレーター
- ベーコン工場でくっついた状態でベルトコンベアを流れているベーコンを1枚ずつわけるアルバイト

- アルバイト歴も豊富で、その経験を活かしたメディア出演もある。例として以下のものが紹介されている。

- キャバ嬢がトイレに行って手を洗う際、ドレスの袖を押さえるアルバイト（時給1,500円）
- ティッシュ配りがきちんとティッシュを配っているか見張るアルバイト（時給1,250円）
- 健康診断所のスリッパを並べるアルバイト（時給1,700円）
- 脇汗パッドがどれだけ汗を吸ったか報告するアルバイト（1回2,500円）

- 電子書籍配信サービス『コミックシーモア』で、2023年11月2日より漫画『カスミの地味な未確認生物的返済生活』が先行配信されている。原作を前野が務め、畠山達也が漫画を担当。バラエティ番組『川島・山内のマンガ沼』（読売テレビ）の番組の企画で「ソルマーレ編集部からマンガ家デビューする権利」を獲得したことによる。

渡邊 センス（わたなべ せんす、1984年2月4日 - ）（41歳）
ツッコミ担当、立ち位置は向かって右。
- 福岡県北九州市出身。
- 身長171cm、体重58kg、血液型O型。
- 本名および旧芸名：渡邊 孝平（わたなべ こうへい）
- プロボクサーを目指していたが、マウスピースが出っ歯で咥えられないため断念した。ボクサー時代のリングネームは「ファイト渡邊」。また「ジュノン・スーパーボーイ・コンテスト」にも応募していたが、書類審査で落選。
- 芸人になったのは『吉本超合金』（テレビ大阪）を見たことがきっかけであり、祖父の遺産をNSCの入学金に充てたという。
- 「GO!GO!ひろみ」という郷ひろみのものまねをするキャラがあり、『鉄筋base』（関西テレビ）でよく披露している。このネタでは白いジャケット・手製のヘッドマイク（カチューシャに割り箸を接着したもの）・太い眉毛という出立ちで、オチでは郷ひろみの「ジャパァ～ン（Japan）」に因んで「ジャムパァ～ン」とダジャレを言いながらジャムパンを取り出すネタがある。『オールザッツ漫才2008』でのコーナー「ネタ裁判」にてこのネタを披露したところ観客と他の芸人から失笑を買い、今後使用してはならないと判決が出てしまった。しかし現在でも懲りずに披露し続けている。
- クリスマスに彼女の前で裸に電飾をクルクル巻いて「ナベナリエだよ～」と神戸ルミナリエのつもりで喜ばせようとしたという。
- マリメッコとヒステリック・グラマーのブランドが好き。
- 小学生の頃、実父と同級生数名とプールに行った時に父が禿げていることがバレてしまい、それ以降同級生の男子に「毒クラゲ」と名付けられた。
- 映画『アウトレイジシリーズ』のキャラクターであるヤクザ・石原を演じる加瀬亮のものまねを披露することがある。
- ハニーバニー（通称：ハニバニ）という文鳥（価格約2万円）を"彼女"として紹介し、最初は懐かれていなかったが、徐々に親子関係を築いている。
- 渡邊のInstagramのライブでは「オカン」と呼ばれることが多い。Instagramの違反項目に15項目中8項目違反していると本人が明かしている。インスタライブを視聴しているファンも巻き込み、まれに削除されることがある。
- 2022年1月19日、ウルトラズとして音楽を配信。
- 2022年4月16日、自身のTwitterで芸名を「渡邊センス」に改名した事を発表した。
- 2024年2月5日、性加害疑惑が報じられている松本人志（ダウンタウン）が参加していた飲み会に女性をアテンドしたという「週刊文春」の報道を受け、自身のYouTubeチャンネルで報道内容を否定した。また同年5月2日、週刊誌「フライデー」の記事で名誉を毀損されたとして発行元の講談社に対し損害賠償や訂正記事を求めて提訴したことが報じられた。

## 来歴
- 2004年、NSCの同期によりコンビ結成。コンビ名は同期のシーチキン佐野が名付けた。
- baseよしもと→5upよしもとに出演していたが、2013年2月に卒業。
- 結成16年目の2020年にそれまで活動していた大阪から東京へと活動拠点を移した[13]。

## 賞レースでの戦績
- 2007年 M-1グランプリ 3回戦進出（アマチュア時代）
- 2008年 キングオブコント 準決勝進出
- 2008年 オールザッツ漫才 準優勝
- 2009年 BGO上方笑演芸大賞 新人賞
- 2010年 M-1グランプリ 3回戦進出
- 2011年 オールザッツ漫才 準優勝
- 2012年 オールザッツ漫才 準優勝
- 2013年 キングオブコント 準決勝進出
- 2015年 M-1グランプリ 準々決勝進出
- 2015年 オールザッツ漫才 準優勝
- 2016年 オールザッツ漫才 優勝
- 2017年 R-1ぐらんぷり 準決勝進出（前野）
- 2017年 キングオブコント 準決勝進出
- 2017年 M-1グランプリ 準々決勝進出
- 2018年 R-1ぐらんぷり 準決勝進出（前野）
- 2018年 キングオブコント 準決勝進出
- 2018年 M-1グランプリ 3回戦進出[14][15]
- 2019年 R-1ぐらんぷり 決勝進出 Aブロック4位（前野）
- 2019年 キングオブコント 準決勝進出

## 主な出演

### テレビ
過去の出演番組
- 鉄筋base（関西テレビ）
- 爆笑オンエアバトル（NHK総合）戦績0勝2敗 最高317KB
- オンバト+（NHK総合） 戦績2勝3敗 最高461KB
- オールザッツ漫才（毎日放送）
- マヨブラ流（読売テレビ、2009年2月21日未明） コレくる芸人のコーナー
- 炎上base（関西テレビ）
- 爆笑レッドカーペット（フジテレビ） キャッチコピーは「狙いすまして」
- やりすぎコージー（テレビ東京、2009年6月22日） 渡邊のみ
- あらびき団（TBS）
- うつけもん（フジテレビ）
- 千鳥のぼっけぇTV!（GAORA）
- 銀シャリのbaseベイベー（GAORA）
- ジャイケルマクソン（毎日放送）
- 大阪発疾走ステージ WEST WIND（NHK大阪、2009年5月24日）
- スクール革命!（日本テレビ、2010年1月10日）
- たけしのニッポンのミカタ!（テレビ東京、2010年1月29日）
- ゼッタイジャルっ!（関西テレビ、2010年5月21日）
- ダウンタウンのガキの使いやあらへんで!（日本テレビ、2020年1月26日）
- 第54回新春!爆笑ヒットパレード（フジテレビ、2021年1月1日）
- お笑いオムニバスGP（フジテレビ、2021年5月9日）
- かまいガチ（テレビ朝日、2021年7月2日・12月17日）
- ソウドリ（TBS、2021年7月20日・10月12日）
- 芸人動画チューズデー（テレビ東京、2021年8月18日）
- 福岡人志、松本×黒瀬アドリブドライブ（FBS福岡放送、2017年10月14日）渡邊のみ

### CM
- リブ・マックス（2016年） - 渡邊のみ[16]

## 単独ライブ
- 2008年
  - 9月19日 - 君にもし何かあったら、僕は何かをしてやってもいい（baseよしもと/大阪）
  - 12月14日 - はがいじめにしてゆで卵のようにしてやろうか!?（baseよしもと/大阪）
- 2009年
  - 3月1日 - 犬つれて来てもいーよ（baseよしもと/大阪）
  - 5月9日 - クロスバートーク(baseよしもと/大阪)
  - 6月6日 - 見とけよ後輩達！(baseよしもと/大阪)
  - 8月14日 - クロスバートーク(baseよしもと/大阪)
  - 10月30日 - 来るな！罠だ！！（baseよしもと/大阪）
  - 11月27日 - クロスバートーク(baseよしもと/大阪)
- 2010年
  - 2月14日 - ※私服警官が巡回しております(baseよしもと/大阪)
  - 4月8日  - クロスバートーク(baseよしもと/大阪)
  - 6月27日 - 冷麺と情熱ホルもんのあいだ(baseよしもと/大阪)

- 2011年
  - 3月21日 - コブラ殺し公演～ゆがいたメン！(5upよしもと/大阪)
  - 7月30日 - ご覧の地デジは、もう一度アナログ放送に切り替わります(5upよしもと/大阪)
- 2012年
  - 2月22日 - 絆～MIZUNA～(5upよしもと/大阪)
  - 7月14日 - 一ヶ所ライブツアー（大阪ファイナル）～７ドリンク制～(5upよしもと/大阪)

## ディスコグラフィー

### 配信限定シングル
「ウルトラズ」名義
- あいがあう（2022年1月19日配信開始） - クロスバー直撃の渡邊が「ジッパー・ジャンパー」で参加。